# Samuel Rowe

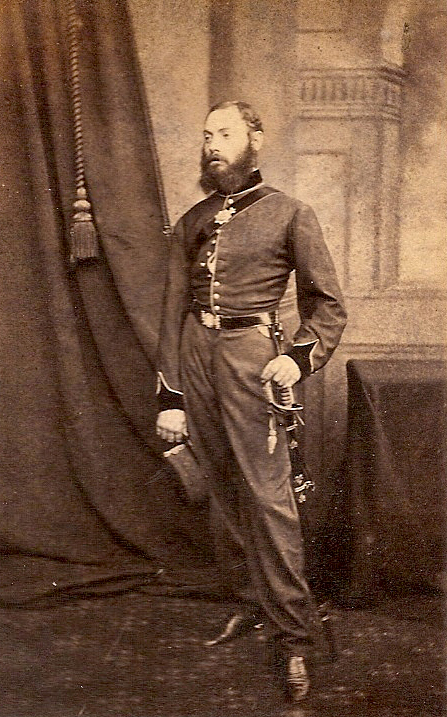
Samuel Rowe (um 1870)

Sir Samuel Rowe (* 23. März 1835 in Macclesfield; † 28. August 1888 auf Madeira) war ein britischer Chirurg und Kolonialverwalter.
Rowe war Gouverneur in Sierra Leone (1875–1876, 1877–1880, 1881, 1885–1886 und 1887–1888), Britisch-Gambia (1875–1877), an der Goldküste (Ghana; 1881–1884) und in der Kolonie Lagos (Nigeria; 1881–1884) sowie Generalgouverneur von Britisch-Westafrika (1877–1881).
Am 22. April 1880 wurde er als Knight Commander des Order of St Michael and St George (KCMG) in den persönlichen Adelsstand erhoben und führte seither den Namenszusatz „Sir“.